# Barbara Erskine
Barbara Erskine (* 10. August 1944 in Nottingham; richtiger Name Barbara Hope-Lewis) ist eine irisch-britische Autorin.

## Leben
Die Familie ihres Vaters lebte 200 Jahre in der Britischen Ostindien-Kompanie. Die Familie ihrer Mutter kam aus dem Südwesten von Irland. Erskine studierte schottische Geschichte an der Universität Edinburgh und war für einen Schulbuchverlag tätig. Sie schrieb zahlreiche Romane, die in zwanzig Sprachen übersetzt wurden. Viele ihrer Bücher wurden Bestseller. Einige ihrer Werke sind eine Mischung aus historischem Roman und Gegenwartsliteratur („Die Herrin von Hay“). Sie ist auch für ihre unheimlichen und übernatürlichen Geschichten bekannt („Der Fluch von Belheddon Hall“).
Barbara Erskine ist eine der Schirmherren des Buchfestivals in Essex (Essex Bookfestival).
Erskine lebt in Wales und auf einem Landsitz in Essex, England.

## Werke
- 1986 Lady of Hay
  - Die Herrin von Hay, dt. von Rainer Schmidt; Ullstein Verlag, Frankfurt am Main 1988, ISBN 3-550-06159-5.
- 1988 Kingdom of Shadows
  - Königreich der Schatten, dt. von Joachim Körber; Lübbe, Bergisch Gladbach 1992, ISBN 3-7857-0608-1.
- 1990 Encounters
  - Das Gelöbnis, dt. von Heike Dannenberg; Lübbe, Bergisch Gladbach 1993, ISBN 3-404-11977-0.
- 1992 Child of the Phoenix
  - Die Tochter des Phoenix, dt. von Tina Bauer und Dirk Muelder; Heyne Verlag, München 1994, ISBN 3-453-08016-5.
- 1994 Midnight Is a Lonely Place
  - Mitternacht ist eine einsame Stunde, dt. von Michael Farin und Hans Schmid; Heyne Verlag, München 1995, ISBN 3-453-09079-9.
- 1996 House of Echoes
  - Der Fluch von Belheddon Hall, dt. von Ursula Wulfekamp; Heyne Verlag, München 1997, ISBN 3-453-12344-1.
- 1996 Distant Voices
  - Tanz im Mondlicht, dt. von Peter Beyer und Waltraud Götting; Heyne Verlag, München 1999, ISBN 3-453-15310-3.
- 1998 On the Edge of Darkness
  - Am Rande der Dunkelheit, dt. von Ursula Wulfekamp; Heyne Verlag, München 1999, ISBN 3-453-15998-5.
- 2000 Whispers in the Sand
  - Das Lied der alten Steine, dt. von Andreas Nohl; Heyne Verlag, München 2001, ISBN 3-453-18597-8.
- 2002 Hiding from the Light
  - Die Schatten von Mistley, dt. von Ursula Wulfekamp; von Schröder, München 2003, ISBN 3-547-71042-1.
- 2003 Sands of Time
  - Die Tränen der Isis, dt. von Jürgen Langowski; Heyne Verlag, München 2005, ISBN 3-453-40046-1.
- 2006 Daughters of Fire
  - Die Königin des Feuers, dt. von Ursula Wulfekamp; Heyne Verlag, München 2008, ISBN 978-3-453-26562-2.
- 2008 The Warrior’s Princess
  - Die Tochter des Königs, dt. von Ursula Wulfekamp; Weltbild, Augsburg 2011, ISBN 978-3-86800-942-2.
- 2010 Time’s Legacy
- 2012 River of Destiny
- 2014 The Darkest Hour
  - Nebel ferner Tage, dt. von Marie Henriksen; Weltbild, Augsburg 2018, ISBN 978-3-95973-999-3.
- 2016 Sleeper’s Castle
  - Die Herrin der Träume, dt. von Marie Henriksen; Weltbild, Augsburg 2017, ISBN 978-3-95973-317-5.
- 2018 The Ghost Tree
- 2021 The Dream Weavers
- 2024 The Story Spinner

## Auszeichnungen
- WHSmith Thumping Good Read Award (1995): nominiert für Lady of Hay[4]
- British Fantasy Society Best Novel nominee (1996): House of Echoes[5]